# Afrikansk jättepåsråtta
Afrikansk jättepåsråtta (Cricetomys emini) är en däggdjursart som beskrevs av Wroughton 1910. Cricetomys emini ingår i släktet jättepåsråttor (Cricetomys) och familjen Nesomyidae. Inga underarter finns listade.

## Utseende
Arten når en kroppslängd (huvud och bål) av 27,5 till 38 cm, en svanslängd av 33 till 43,5 cm och en vikt av 455 till 1300 g. Den har 6,0 till 7,2 cm långa bakfötter och 4 till 5 cm långa öron. Jämförd med gambiansk jättepåsråtta är arten lite smalare och den har mjukare päls. Pälsfärgen på ovansidan kan variera från orangebrun till gråbrun och svartbrun. Det finns en tydlig gräns mot den vitaktiga färgen på undersidan. Huvudet kännetecknas av nakna ljusa öron samt av långa morrhår. På den långa svansen förekommer inga fjäll och svansen är mörk nära bålen samt vitaktig efter halva svanslängden. Vid händer och fötter förekommer fem fingrar respektive tår men lillfingret och lilltån är särskilt små.

## Utbredning
Denna gnagare förekommer i västra och centrala Afrika. Utbredningsområdet sträcker sig från Sierra Leone i ett bredare band längd Guineabukten och österut till Uganda, Rwanda och västra Tanzania. I bergstrakter når arten 3500 meter över havet. Habitatet utgörs av tropiska regnskogar.

## Ekologi
Afrikansk jättepåsråtta går främst på marken men den kan klättra i växtligheten och ibland syns den 2 meter över marken. Den vilar i komplexa tunnelsystem som fodras med löv. Boet gräver den antingen själv eller också använder den naturliga håligheter (till exempel mellan rötter) som omvandlas enligt individens behov. Förutom gångarna finns flera kamrar där jättepåsråttan bor eller som förvaringsplatser för föda eller skräp. Vanligen byts boet några gånger under individens liv.
Arten äter främst växtdelar som frukter samt snäckor och insekter. När honan inte är brunstig lever varje exemplar ensam. Dräktigheten varar ungefär 42 dagar och sedan föds 2 till 4 ungar. Några individer i fångenskap blev 4,5 år gamla.
Bredvid människan har afrikansk jättepåsråtta manguster och viverrider som fiender.

## Afrikansk jättepåsråtta och människor
Arten fångas och säljs på marknader för köttets skull. Köttmarknader på ön Bioko erbjuder cirka fem kadaver av arten per dag. I Kisangani i nordöstra Kongo-Kinshasa utgör kött från afrikansk jättepåsråtta ibland 90 procent av hela gnagarköttet som erbjuds (värde från 1987).
IUCN kategoriserar arten globalt som livskraftig.